# 청도 황강서원
청도 황강서원은 대한민국 경상북도 청도군에 위치한 조선 시대의 서원이다. 1835년에 창건되었으며, 천만리(千萬里)를 제향하고 있다.